# Samir Alliche
Samir Alliche est un footballeur algérien né le 13 mai 1974 à Bordj El Kiffan dans la wilaya d'Alger. Il évoluait au poste d'attaquant.
Il est actuellement entraîneur adjoint au NA Hussein Dey.